# تشهاركهن (فتح أباد)
تشهاركهن (بالفارسية: چهارکهن) هي قرية تقع في إيران في Fathabad Rural District. يقدر عدد سكانها بـ 68 نسمة بحسب إحصاء 2016.